# San Giovanni dei Fiorentini (församling)
San Giovanni dei Fiorentini är en församling i Roms stift.
Till församlingen San Giovanni dei Fiorentini hör följande kyrkobyggnader och kapell:
- San Giovanni dei Fiorentini
- San Biagio della Pagnotta
- Santa Maria Annunziata del Gonfalone
- Santa Maria del Suffragio
- Santi Celso e Giuliano
- San Celsino